# Büttikon
Büttikon (toponimo tedesco) è un comune svizzero di 986 abitanti del Canton Argovia, nel distretto di Bremgarten.

## Monumenti e luoghi d'interesse

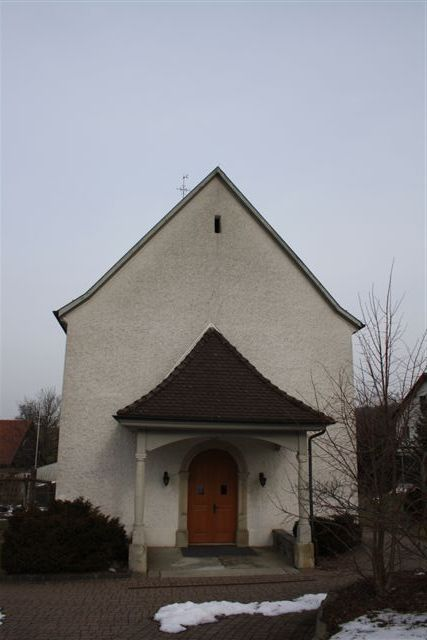
La cappella cattolica di San Nicolao

- Cappella cattolica di San Nicolao, attestata dal 1366-1367 e ricostruita nel 1695[1].

## Società

### Evoluzione demografica
L'evoluzione demografica è riportata nella seguente tabella:
Abitanti censiti

## Amministrazione
Ogni famiglia originaria del luogo fa parte del cosiddetto comune patriziale e ha la responsabilità della manutenzione di ogni bene ricadente all'interno dei confini del comune.